# Li Fuyu
Li Fuyu (en chino simplificado, 李富玉; pinyin, Lǐ Fùyù; 9 de mayo de 1978) es un ciclista chino. Es director deportivo del conjunto Hengxiang.
En abril de 2010 fue suspendido provisionalmente por la UCI, debido a un positivo por Clenbuterol (un anabolizante). El control fue realizado el 23 de marzo de 2010, durante la disputa de la carrera belga A través de Flandes.

## Palmarés
2006
- Tour de Tailandia, más 1 etapa
- 3.º en el Campeonato de China Contrarreloj

2008
- 1 etapa de la Jelajah Malaysia
- 3.º en el Campeonato de China en Ruta

2009
- Campeonato de China Contrarreloj